# Ryan Mmaee
Ne doit pas être confondu avec Samy Mmaee.
Ryan Mmaee, né le 1er novembre 1997 à Grammont (Belgique), est un footballeur international marocain, évoluant au poste d'attaquant au Stoke City.
Formé au Standard de Liège en Belgique, il est prêté au Waasland-Beveren et AGF Aarhus avant de s'engager à l'AEL Limassol à Chypre en 2019. Il y devient un joueur important et est élu meilleur joueur du club en 2020-2021, obtenant en juillet 2021 un transfert au Ferencváros TC, club avec lequel il remporte le championnat et la Coupe de Hongrie en 2022.
Ryan Mmaee possède également la nationalité belge. Il reçoit une convocation en équipe du Maroc pour un match amical en 2016. Après avoir honoré deux sélections en équipe de Belgique espoirs en 2017, il opte définitivement en faveur de la sélection du Maroc, convaincu par son sélectionneur Vahid Halilhodžić. Il est le frère et coéquipier en club comme en sélection de Samy Mmaee.

## Biographie

### En club

#### Naissance, enfance et formation footballistique (1997-2013)
Ryan Mmaee naît le 1er novembre 1997 à Grammont (province de Flandre-Orientale) en Belgique néerlandophone de Nwambeben Mmaee, Camerounais (ancien footballeur amateur au Cameroun), et de Fatima, Marocaine. Après sa naissance, il déménage avec sa famille à Leeuw-Saint-Pierre. À son enfance, Ryan Mmaee est un grand fan de mangas, notamment Death Note, L'Attaque des Titans ou encore Naruto. Il est également passionné de la Formule 1 et a comme modèle Lewis Hamilton. À l'école, il étudie les sciences mathématiques à l'Athénée Royal de Halle.
C'est à Leeuw-Saint-Pierre que Ryan fait son entrée dans le monde footballistique, dans le club amateur du KV Zuun. Un an plus tard, il s'inscrit dans l'académie du RWDM Brussels FC. En 2010, il s'engage au KAA La Gantoise. Trois ans après, il rejoint le Standard de Liège avec ses coéquipiers en club Samy Mmaee et Achraf Achaoui.

#### Standard de Liège et prêts (2013-2019)

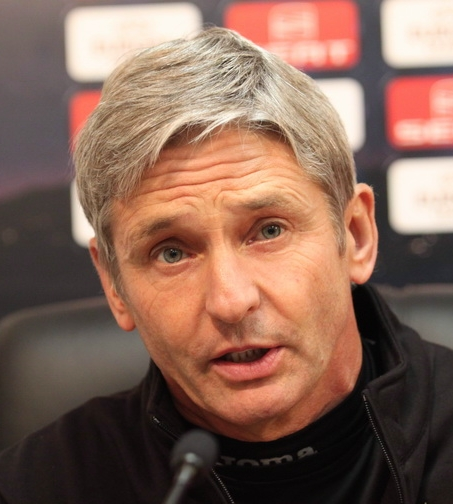
Ryan Mmaee fait ses débuts pro en 2015 sous l'entraîneur José Riga.

Le 21 mai 2015, Ryan Mmaee fait ses débuts professionnels à l'âge de dix-sept ans avec le Standard de Liège sous José Riga. Il entre en jeu à la 82e minute à la place de Mehdi Carcela face au KAA La Gantoise. Quelques mois auparavant, son frère Samy Mmaee faisait également ses débuts professionnels avec les Rouches. Il termine sa première saison à la quatrième place du championnat belge.
En été 2015, il prolonge son contrat avec le Standard de Liège en même temps que son frère pour trois saisons plus une en option. Le 10 avril 2016, il reçoit sa première titularisation en équipe première sous Yannick Ferrera face au KV Courtrai. Une semaine plus tard, il est de nouveau titularisé face au Royal Excel Mouscron. Il termine sa deuxième saison à la septième place du championnat belge. Au total, il comptabilise deux matchs en championnat et deux autres en Coupe de Belgique.
En novembre 2016, Ryan Mmaee rencontre des problèmes de discipline au sein du noyau professionnel du Standard de Liège et est contraint de s'entraîner avec les espoirs du club. En conflit avec l'entraîneur Aleksandar Janković, Ryan Mmaee fait également état d'une altercation avec son préparateur physique. À la suite de cela, le joueur est contraint de s'entraîner seul à l'écart du groupe. Il explique à propos de cette époque : « À 19 ans, on veut jouer tous les matchs. Quand tu ne joues pas, tu es déçu, et tes réactions ne sont pas toujours appropriées. J’étais jeune, j’apprenais sur le tas, j’ai commis des erreurs au moment où, je trouve, le club ne faisait pas assez confiance aux jeunes. J’étais énervé à l’entraînement parce que je n’étais pas sélectionné dans le groupe, je le faisais savoir, et il y avait forcément des conséquences. Je pensais que tout allait arriver naturellement. Je jouais avec l’équipe nationale de Belgique -19 ans, j’étais surclassé au Standard, je pensais que ça allait arriver aussi rapidement dans le monde professionnel. Ce n’était pas du je-m’en-foutisme, mais de la naïveté. ».
Le 16 mai 2017, il marque son premier but professionnel face au Waasland-Beveren. Le 30 août 2017, il prolonge à nouveau son contrat au Standard de Liège, avant d'être directement prêté pour une saison à Waasland-Beveren avec option d'achat. Lors de la saison 2017-2018, il comptabilise seize matchs et un but en championnat et quatre matchs en Coupe de Belgique. Il termine la saison à la douzième place du championnat. À la fin de la saison, le club waaslandien ne lève pas l'option d'achat et Mmaee retourne à Sclessin.
Le 31 août 2018, il est prêté avec option d'achat dans le club danois de AGF Aarhus. Le 5 septembre 2018, il dispute son premier match face au FC Sydvest 05 (victoire, 0-2). Le 26 septembre 2018, il ses deux premiers buts sous les couleurs de l'AGF Aarhus à l'occasion d'un match face à Aarhus Fremad (victoire, 1-5). Il y dispute douze matchs, marque trois buts et termine la saison à la neuvième place du championnat danois. Cependant, Ryan Mmaee retient un mauvais souvenir de son séjour : « Mes coéquipiers étaient sympas, mais les gens au Danemark étaient assez froids. Quand on arrivait au club le matin, on ne se serrait pas la main, quand je conduisais et que je laissais passer un piéton sur la route, il n'y avait pas de petit geste de remerciement ».

#### AEL Limassol (2019-2021)
Le 10 septembre 2019, il signe un contrat de trois saisons à l'AEL Limassol en championnat chypriote. Après son départ du Standard et son arrivée à Chypre, Ryan Mmaee s'entraîne pendant trois mois du lundi au vendredi devant les yeux de son préparateur physique Belo Bandombele.
Le 21 septembre 2019, il dispute son premier match avec l'AEL Limassol en entrant en jeu face au Doxa Katokopias (victoire, 1-0). Le 28 septembre 2019, il reçoit sa première titularisation face à l'APOEL Nicosie en Supercoupe de Chypre (défaite, 1-0). Le 21 décembre 2019, il marque son premier but face à l'APOEL Nicosie (victoire, 2-1). Ryan Mmaee dispute 20 matchs et marque 5 buts en championnat chypriote. Il termine sa première saison à la sixième place du championnat chypriote. En Coupe de Chypre, il dispute quatre matchs et marque trois buts. La Coupe de Chypre ainsi que le championnat ne connaitront finalement aucun vainqueur en raison de la pandémie de Covid-19. Ryan Mmaee connait un moment de solitude pendant cette pandémie : « Pendant deux mois, je n’ai vu personne, je passais mon temps à jouer à la Playstation, seul, ce n’était pas facile, mais ça renforce aussi mentalement. Je suis content d’avoir vécu ces expériences. Sur le terrain, j’ai pu côtoyer des personnes qui connaissaient le milieu, qui avaient déjà joué dans de bons championnats, et ça m’a fait prendre de l’expérience, ça m’a aidé à grandir. ».
Lors de sa deuxième saison, Ryan Mmaee se révèle en tant que l'un des meilleurs joueurs du championnat en marquant quatorze buts et délivrant trois passes décisives en 30 matchs de première division. Grâce à des victoires répétés, il termine la saison vice-champion de Chypre derrière l'Omónia Nicosie. En fin de saison, Ryan Mmaee déclare à la presse belge avoir fait le bon choix de quitter la Belgique pour l'AEL Limassol, d'un côté pour l'amélioration mentale et la confiance que l'entraîneur a pu lui donner.

#### Ferencváros TC (2021-2023)
Le 1er juillet 2021, il signe un contrat de deux saisons au Ferencváros TC et rejoint par la même occasion son grand frère Samy Mmaee. La présentation du duo a lieu au Groupama Aréna. Il déclare plus tard à propos de son arrivée au club : « Leur langue est incompréhensible. (Rires.) Heureusement, avec le coach, on parle anglais. Mon frère Samy jouait déjà ici, donc j’étais très content de le rejoindre. C’est plus simple de s’adapter avec un frère ici. Avant d’y aller, il était sceptique. On ne connaissait pas le championnat ni le pays, il se posait beaucoup de questions. Une fois arrivé, il était surpris. Le club jouait l’Europe, le stade était neuf et beau, les terrains du complexe très bons. C’est très professionnel. ». Il rejoint ainsi un effectif de niveau avec Aïssa Laïdouni et Tokmac Nguen.
Le 6 juillet 2021, il entre en jeu et dispute son premier match avec le Ferencváros TC sous Peter Stöger à l'occasion d'un match qualificatif à la Ligue des champions face au FC Pristina (victoire, 3-0). Lors de ce match, le joueur fait beaucoup parler de lui grâce à son premier but marqué pour son premier match. Lors du match retour le 13 juillet 2021, il est pour la première fois titularisé (victoire, 1-3). Le 27 juillet 2021, il marque son premier doublé pour le club hongrois face au FK Žalgiris Vilnius (victoire, 1-3). Le 24 août 2021, il marque un but dans les barrages de Ligue des champions face au Young Boys  (défaite, 2-3). Il finit par disputer la Ligue Europa en tombant dans un groupe composé du Bayer 04 Leverkusen, du Real Betis Balompié et du Celtic Football Club. Le club ne parvient à prendre aucun point et finit quatrième de la phase de groupe, éliminé de la compétition. En championnat, le joueur se démarque en inscrivant un total de treize buts, notamment face à Kisvárda FC, Debreceni VSC, Fehérvár '96 FC, Újpest FC, Paksi SE ou encore le Mezőkövesdi KC. Le 24 avril 2022, Ryan Mmaee est couronné champion de Hongrie après une victoire de 2-1 face à Újpest FC. Le 11 mai 2022, il remporte la Coupe de Hongrie après une victoire de 3-0 face à Paksi SE.
Le 9 août 2022, Ryan Mmaee dispute les barrages de Ligue des champions face à Qarabağ FK (défaite, 1-3) avant d'être rétrogradé en Ligue Europa. Le 18 août 2022, il dispute les barrages de Ligue Europa face à Shamrock Rovers FC et sort vainqueur du match sur un score de 4-0. Le score à l'extérieur se solde sur une défaite de 1-0, qualifiant automatiquement le Ferencváros TC dans la phase de groupe de Ligue Europa composée de Trabzonspor, de l'AS Monaco et de l'Étoile rouge de Belgrade. Le 4 septembre 2022, il inscrit son premier but de la saison en championnat face à Újpest FC à l'occasion d'un match à l'extérieur (victoire, 0-6). Le 11 septembre 2022, il inscrit un doublé face à Kisvárda FC (victoire, 3-0). Le 26 février, il offre la victoire à son équipe en inscrivant un doublé à l'extérieur face à Debreceni VSC (victoire, 0-2).

#### Stoke City (depuis 2023)
Le 28 juillet 2023, il s'engage pour trois saisons à Stoke City FC en Championship pour un montant de 3,4 millions d'euros,. Il intègre ainsi un effectif entraîné par Alex Neil. Un jour plus tard, il fait déjà ses débuts en remplaçant Tyrese Campbell à la 60e minute à l'occasion d'un match de pré-saison contre Everton FC (défaite, 0-1).

### En sélection

#### Premiers pas avec les jeunes de Belgique (2012-2017)

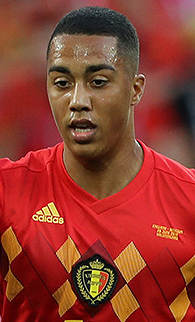
Ryan Mmaee est coéquipier de Youri Tielemans en 2012 avec la Belgique -17 ans.

Ses prestations avec les U17 de la KAA La Gantoise lui ont valu une convocation de la part du sélectionneur aux côtés de joueurs tels que Zakaria Bakkali, Youri Tielemans ou encore Thibault Vlietinck. Le 30 octobre 2012, il dispute son premier match avec la Belgique U16 face à l'Autriche U16 à Battice (victoire, 3-2). Les deux premiers buts ont été inscrits par Youri Tielemans et le troisième par Ryan Mmaee. 
En 2013, il est sélectionné par David Penneman (nl) pour un stage d'entraînement avec l'équipe de Belgique -17 ans. Il dispute deux matchs et marque un but. Samy Bourard, Isaac Mbenza et Siebe Schrijvers figuraient également sur la liste. 
Le 28 mars 2015, Ryan Mmaee est sélectionné par Gert Verheyen pour un match amical face à la Suède -19 ans. Lors de ce match, il est titularisé en tant que numéro 3 dans la défense centrale (victoire, 2-0). En septembre 2015, Ryan Mmaee est sélectionné pour un stage de préparation à l'Euro -19 ans 2016 avec la Belgique -19 ans. Le 6 septembre 2015, il prend part à un match amical à Tubize face à la Turquie -19 ans et remporte le match sur le score de 4 à 3. Ryan Mmaee a marqué le premier but du match à la 49e minute. Deux jours plus tard, il remporte un autre match amical face à la Pologne -19 ans (victoire, 1-0). Le 7 octobre 2015, Ryan Mmaee et son équipe réalisent une série de buts face à l'équipe du Saint-Marin -19 ans. Sur neuf buts inscrits par les Belges, Ryan Mmaee n'en marque qu'un, à la 19e minute de jeu (victoire, 9-0). Le 12 novembre 2015, Ryan Mmaee est titularisé lors d'un match amical face à la Croatie -19 ans à Rovinj (match nul, 1-1). L'unique but belge a été marqué par Ryan Mmaee juste avant le repos à la 44e minute.

#### Entre la Belgique espoirs, le Cameroun et le Maroc (2016-2017)
Ryan Mmaee dispose uniquement de la nationalité belge et marocaine. Son père est d'origine camerounaise et sa mère d'origine belgo-marocaine.
En août 2016, le sélectionneur Hervé Renard convoque Ryan Mmaee avec l'équipe du Maroc pour un match amical face à l'Albanie au Stade Loro-Boriçi. Ryan Mmaee fait ses débuts internationales en entrant en jeu à la 78e minute à la place d'Aziz Bouhaddouz (match nul, 0-0).

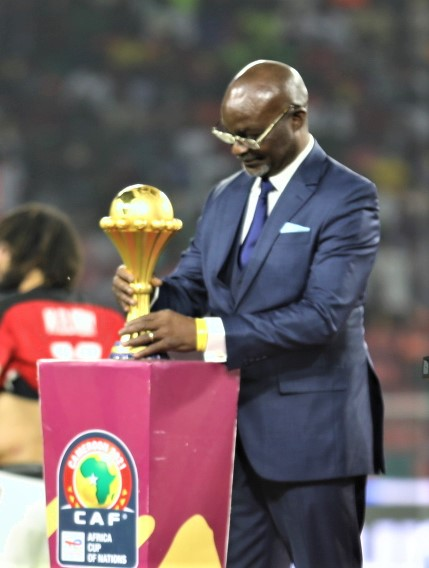
Roger Milla (ici en 2022) tente de convaincre Ryan Mmaee d'une carrière avec le Cameroun.

En janvier 2017, Roger Milla (ancien international camerounais), ayant une tâche au sein de la Fédération camerounaise de football avec à la tête de la sélection camerounaise, le Belge Hugo Broos, rend visite à la famille Mmaee pour convaincre Ryan Mmaee d'opter pour une carrière internationale en faveur de l'équipe du Cameroun. Ryan Mmaee déclare à propos de cette anecdote : « Roger Milla avait en effet l’intention de venir chez nous. Je ne sais plus s’il a rencontré mes parents, mais mon père poussait pour que j’aille jouer pour le Cameroun, et ma mère nous laissait le choix. ». Entre le Maroc et le Cameroun, Ryan Mmaee déclare : « On sentait, avec mon frère, que le Maroc était le pays qui nous correspondait le plus par rapport à l’ambiance qu’on avait à la maison. On a un fort lien avec notre mère, on a plus reçu une éducation marocaine, on a toujours vécu dans cet environnement ».
En mars 2017, malgré une situation difficile en club, Ryan Mmaee reçoit sa première convocation avec l'équipe de Belgique espoirs sous Johan Walem. Il dispute son premier match avec les espoirs face à Malte espoirs à l'occasion des qualifications à l'Euro espoirs et marque un but sur une passe décisive de Isaac Mbenza, avant de céder sa place à la 82e minute à Samuel Bastien (victoire, 2-1). N'étant pas appelé pour les trêves internationales de septembre et octobre (face à la Turquie espoirs et la Suède espoirs), il dispute le 10 octobre 2017 son deuxième match avec la Belgique espoirs et le quatrième match de qualification face à Chypre espoirs en entrant en jeu à la 78e minute du match en remplaçant Aaron Leya Iseka à l'AEK Arena (nl) (victoire, 0-2).
Questionné sur son avenir avec les Diables Rouges, Ryan Mmaee révèle douter de son avenir internationale en faveur de la Belgique, au vu de ses origines camerounaises et marocaines.

#### Choix définitif: Maroc (depuis 2021)
Le 26 août 2021, il figure officiellement sur la liste de Vahid Halilhodžić des joueurs sélectionnés avec équipe du Maroc pour les matchs de qualification à la Coupe du monde contre l'équipe du Soudan et de Guinée. Le 2 septembre, il est pour la première fois titularisé en équipe du Maroc face à l'équipe du Soudan au Complexe sportif Moulay-Abdallah (victoire, 2-0). Le 11 novembre 2021, il marque ses deux premiers buts en équipe du Maroc grâce à un doublé face au Soudan (victoire, 3-0). Quelques jours plus tard, le 16 novembre, il inscrit à nouveau un doublé et délivre une passe décisive à Ayoub El Kaabi face à la Guinée (victoire, 3-0). Il déclare à propos de ses débuts avec le Maroc : « Ma relation avec le sélectionneur était très bonne. Il se renseignait déjà beaucoup sur moi quand je jouais à Limassol et que mon frère Samy était en sélection. Il lui posait beaucoup de questions parce qu’il me suivait depuis longtemps. Vahid m’a directement donné de la confiance en me faisant jouer tout de suite, et ça marchait très bien. ».
Le 23 décembre 2021, il figure officiellement dans la liste des 28 joueurs sélectionnés de Vahid Halilhodžić pour la CAN 2022 au Cameroun. Ayant raté les trois premiers matchs de poule à cause d'une blessure, il fait son retour sur le terrain le 25 janvier 2022, à l'occasion des huitièmes de finale de la compétition face au Malawi (victoire, 2-1). Le 30 janvier 2022, il entre en jeu à la 86e minute en remplaçant Youssef En-Nesyri face à l'Égypte, adversaire face auquel le Maroc joue match nul (1-1),. En prolongation, le Maroc encaisse un but à la 100e minute et se voit éliminé de la Coupe d'Afrique (défaite, 2-1),,,. Le 25 mars 2022, à l'occasion du match aller de barrage de la Coupe du monde 2022 à Kinshasa face à la République démocratique du Congo, il débute titulaire mais ne parvient pas à faire la différence malgré le match nul (1-1). Lors du match retour à Casablanca, il débute sur le banc et entre en jeu à la 81e minute à la place d'Ayoub El Kaabi. Le match se solde sur une victoire de 4-1, validant ainsi le ticket pour la Coupe du monde 2022 au Qatar.
Le 12 septembre 2022, il reçoit une convocation du nouveau sélectionneur du Maroc Walid Regragui pour un stage de préparation à la Coupe du monde 2022 à Barcelone et Séville pour deux confrontations amicaux, notamment face au Chili et au Paraguay,. Ryan Mmaee est mis sur le banc au match amical face au Chili pour laisser place à Youssef En-Nesyri. Le 27 septembre 2022, à l'occasion du deuxième match de la trêve internationale face au Paraguay, il est titularisé et dispute 64 minutes au Stade Benito-Villamarín avant d'être remplacé par Abdelhamid Sabiri (match nul, 0-0). Il décrit Regragui en détaillant : « Regragui apporte sa touche. Il est très tactique, attaché aux détails. Il comprend aussi très bien la nouvelle génération et sait mettre les joueurs à l’aise ». Alors que la liste pour la Coupe du monde 2022 tombe, Ryan Mmaee voit son nom manquant dans la liste, remplacé par deux autres joueurs évoluant au même poste : Walid Cheddira et Abderrazak Hamed-Allah. Les Marocains parviennent quand même à impressionner en atteignant la quatrième place de la Coupe du monde 2022.
En décembre 2023, il est présélectionné par Walid Regragui dans une liste de 55 joueurs pour disputer la CAN 2024 en Côte d'Ivoire.

## Style de jeu
Ryan Mmaee possède un profil dribbleur et est considéré par les commentateurs comme étant un attaquant percutant, bénéficiant de liberté pour déborder ses adversaires à l'aide de sa technique capable de faire des différences dans des petits espaces (voire en pleine bataille du milieu). Dans le un-contre-un, le Marocain est l'un des joueurs les plus déstabilisants de son époque en sélection nationale du Maroc.
Vu au Standard de Liège comme un réel espoir grâce à ses prestations en réserve, c'est à Chypre et en Hongrie que Ryan Mmaee fait parler ses caractéristiques sur le terrain, devenant ainsi un attaquant qui marque souvent dans le carré adverse. Mmaee est un joueur qui réclame la confiance de son entraîneur et de ses coéquipiers. Il déclare lors d'une interview en 2022 : « Quand je suis arrivé à Chypre, mon coach m’a donné beaucoup de confiance. Le staff, mes coéquipiers m’ont beaucoup aidé pour que je montre mes qualités, et ça m’a donné envie de travailler encore plus. J’avais déjà compris en partant au Danemark qu’il fallait que je bosse davantage. Quand tu es bien mentalement, physiquement, tu te facilites la tâche. On m’a souvent dit qu’en me regardant jouer, le football avait l’air simple. Je peux avoir un air nonchalant, c’est vrai, mais c’est mon style. En revanche, je sais maintenant qu’on peut rendre le football difficile si on ne fait pas les choses bien autour. ».
Connu pour être un joueur acharné dans les entraînements, il est suivi dans chaque entraînement (et pendant la trêve) par son propre préparateur physique Belo Bandombele et ostéo Teddy Da Silva. Ryan Mmaee explique : « On a un vrai cadre autour de nous pour faire les meilleures prestations possible. On a baigné dans le foot. Tous les jours, on tapait le ballon dans un parc à côté de chez nous. ».

## Statistiques

### Statistiques détaillées
| Saison                | Club                    | Championnat           | Championnat | Championnat | Championnat | Coupe(s) nationale(s) | Coupe(s) nationale(s) | Coupe(s) nationale(s) | Compétition(s) continentale(s) | Compétition(s) continentale(s) | Compétition(s) continentale(s) | Compétition(s) continentale(s) | Autres compétitions | Autres compétitions | Autres compétitions | Autres compétitions | Maroc | Maroc | Maroc | Total | Total | Total |
| Saison                | Club                    | Division              | M.          | B.          | P.d.        | M.                    | B.                    | P.d.                  | Comp.                          | M.                             | B.                             | P.d.                           | Comp.               | M.                  | B.                  | P.d.                | M.    | B.    | P.d.  | M.    | B.    | P.d.  |
| 2014-2015             | Standard de Liège       | Jupiler Pro League    | 1           | 0           | 0           | -                     | -                     | -                     | -                              | -                              | -                              | -                              | -                   | -                   | -                   | -                   | -     | -     | -     | 1     | 0     | 0     |
| 2015-2016             | Standard de Liège       | Jupiler Pro League    | 2           | 0           | 0           | 2                     | 0                     | 0                     | -                              | -                              | -                              | -                              | -                   | -                   | -                   | -                   | -     | -     | -     | 4     | 0     | 0     |
| 2016-2017             | Standard de Liège       | Jupiler Pro League    | 5           | 0           | 0           | 2                     | 1                     | 0                     | -                              | -                              | -                              | -                              | -                   | -                   | -                   | -                   | 1     | 0     | 0     | 8     | 1     | 0     |
| Sous-total            | Sous-total              | Sous-total            | 8           | 0           | 0           | 4                     | 1                     | 0                     | -                              | -                              | -                              | -                              | -                   | -                   | -                   | -                   | 1     | 0     | 0     | 13    | 1     | 0     |
| 2017-2018             | Waasland-Beveren (prêt) | Jupiler Pro League    | 16          | 1           | 1           | 4                     | 0                     | 1                     | -                              | -                              | -                              | -                              | -                   | -                   | -                   | -                   | -     | -     | -     | 20    | 1     | 2     |
| Sous-total            | Sous-total              | Sous-total            | 16          | 1           | 1           | 4                     | 0                     | 1                     | -                              | -                              | -                              | -                              | -                   | -                   | -                   | -                   | -     | -     | -     | 20    | 1     | 2     |
| 2018-2019             | AGF Aarhus (prêt)       | Superligaen           | 9           | 0           | 0           | 3                     | 3                     | 0                     | -                              | -                              | -                              | -                              | -                   | -                   | -                   | -                   | -     | -     | -     | 12    | 3     | 0     |
| Sous-total            | Sous-total              | Sous-total            | 9           | 0           | 0           | 3                     | 3                     | 0                     | -                              | -                              | -                              | -                              | -                   | -                   | -                   | -                   | -     | -     | -     | 12    | 3     | 0     |
| 2019-2020             | AEL Limassol            | Panchypriote Cyta     | 20          | 5           | 0           | 4                     | 3                     | 0                     | -                              | -                              | -                              | -                              | -                   | -                   | -                   | -                   | -     | -     | -     | 24    | 8     | 0     |
| 2020-2021             | AEL Limassol            | Panchypriote Cyta     | 30          | 14          | 3           | -                     | -                     | -                     | -                              | -                              | -                              | -                              | -                   | -                   | -                   | -                   | -     | -     | -     | 30    | 14    | 3     |
| Sous-total            | Sous-total              | Sous-total            | 40          | 19          | 3           | 4                     | 3                     | 0                     | -                              | -                              | -                              | -                              | -                   | -                   | -                   | -                   | -     | -     | -     | 44    | 22    | 3     |
| 2021-2022             | Ferencváros TC          | OTP Liga              | 21          | 13          | 0           | 2                     | 1                     | 1                     | C3                             | 14                             | 4                              | 3                              | -                   | -                   | -                   | -                   | 10    | 4     | 2     | 47    | 22    | 6     |
| 2022-2023             | Ferencváros TC          | OTP Liga              | 10          | 6           | 2           | 2                     | 1                     | -                     | C3                             | 7                              | 0                              | 1                              | -                   | -                   | -                   | -                   | 0     | 0     | 0     | 19    | 7     | 3     |
| Sous-total            | Sous-total              | Sous-total            | 31          | 19          | 2           | 4                     | 2                     | 1                     | -                              | 21                             | 4                              | 4                              | -                   | -                   | -                   | -                   | 10    | 4     | 2     | 66    | 29    | 9     |
| 2023-2024             | Stoke City              | Championship          | 18          | 3           | 2           | 3                     | 1                     | 1                     | -                              | -                              | -                              | -                              | -                   | -                   | -                   | -                   | -     | -     | -     | 21    | 4     | 3     |
| Sous-total            | Sous-total              | Sous-total            | 18          | 3           | 2           | 3                     | 1                     | 1                     | -                              | 0                              | 0                              | 0                              | -                   | 0                   | 0                   | 0                   | 0     | 0     | 0     | 21    | 4     | 3     |
| Total sur la carrière | Total sur la carrière   | Total sur la carrière | 132         | 42          | 8           | 22                    | 10                    | 3                     | -                              | 21                             | 4                              | 4                              | -                   | 0                   | 0                   | 0                   | 11    | 4     | 2     | 186   | 60    | 17    |

### En sélection marocaine

#### Buts en sélection
| Buts | Date             | Lieu  | Adversaire | Résultat | Minute | Compétition                  |
| ---- | ---------------- | ----- | ---------- | -------- | ------ | ---------------------------- |
| 1.   | 12 novembre 2021 | Rabat | Soudan     | 0-3      | 3e     | Éliminatoires de la CDM 2022 |
| 2.   | 12 novembre 2021 | Rabat | Soudan     | 0-3      | 61e    | Éliminatoires de la CDM 2022 |
| 3.   | 16 novembre 2021 | Rabat | Guinée     | 3-0      | 20e    | Éliminatoires de la CDM 2022 |
| 4.   | 16 novembre 2021 | Rabat | Guinée     | 3-0      | 29e    | Éliminatoires de la CDM 2022 |

## Palmarès

### En club
Avec son club formateur du Standard de Liège, il est sacré vainqueur de la Coupe de Belgique en 2016. Lors de son passage à l'AEL Limassol, il atteint la deuxième place du championnat et est vice-champion en 2021, derrière l'Omónia Nicosie. Avec ce club, grâce à ses nombreux buts marqués, il remporte le titre individuel du meilleur joueur de la saison du club. Avec le Ferencváros TC, dès sa première saison, il enchaîne les titres et distinctions en remportant le championnat et la Coupe de Hongrie en 2022. Dans la même année, il figure également parmi de nombreux équipes-types de la saison dans plusieurs magazines hongrois, mais également par l'organisation suisse CIES Football Observatory. 
| Standard de Liège (1) :                    | AEL Limassol :                             | Ferencváros TC (2) :                                                       | Distinctions personnelles |
| ------------------------------------------ | ------------------------------------------ | -------------------------------------------------------------------------- | --- |
| - Coupe de Belgique (1) - Vainqueur : 2016 | - Panchypriote Cyta - Vice-champion : 2021 | - OTP Liga (1) - Champion : 2022 - Coupe de Hongrie (1) - Vainqueur : 2022 | - Meilleur joueur de la saison de l'AEL Limassol en 2021 ; - Membre de l'équipe-type de la saison de l'OTP Liga en 2022 ; - Membre de l'équipe-type de la saison de l'OTP Liga attribué par "CIES" en 2022. |

## Vie privée
Ryan Mmaee s'exprime en néerlandais, en français et parle couramment l'anglais.
Il est le frère cadet de Samy Mmaee, Camil Mmaee et Jacky Mmaee, également footballeurs.